# Лучана (Прато)
Лучана је насеље у Италији у округу Прато, региону Тоскана.
Према процени из 2011. у насељу је живело 55 становника. Насеље се налази на надморској висини од 498 м.